# Carex shinanoana
Carex shinanoana là một loài thực vật có hoa trong họ Cói. Loài này được Nakai ex Aliyama mô tả khoa học đầu tiên năm 1932.